# Позднякова, Оксана Константиновна
Оксана Константиновна Позднякова (род. 8 декабря 1970 года) — российский учёный-педагог, член-корреспондент РАО (2010).

## Биография
Родилась 8 декабря 1970 года.
В 1993 году окончила Самарский педагогический институт.
В 2000 году защитила кандидатскую диссертацию, тема: «Содержание и методы формирования гуманистической позиции студентов педагогического университета»
В 2007 году защитила докторскую диссертацию, тема: «Формирование нравственного сознания будущего учителя в процессе обучения в педагогическом университете»
В 2010 году избрана членом-корреспондентом РАО от Отделения образования и культуры.
Профессор кафедры педагогики и психологии Поволжской государственной социально-гуманитарной академии.
Профессор кафедры «Педагогика, межкультурная коммуникация и русский как иностранный» Самарского государственного технического университета.